# Les Woiries
Les Woieries ou Les Woiries est une section et une localité de la commune de Monthermé, située dans le département des Ardennes en région Grand Est.

## Géographie
Le hameau est situé dans une clairière, trouant la forêt du massif ardennais, sur un plateau  à environ 420 m d'altitude, de part et d'autre de la route départementale 989 menant de Monthermé à Hargnies, village qui, à seulement 3 km de Monthermé, n'est plus qu'à 150 m d'altitude. 
Le nom du hameau qui fluctue entre plusieurs variantes : les Voieries, les Voiries, les Woiries, les Woieries,etc serait issu d'une verrerie installée jadis en ce lieu.

## Activité
Le climat de ce territoire des Ardennes est assez rude et le sol relativement pauvre. Le hameau a été un point de rencontre lorsque l'exploitation de la forêt faisait vivre. C'est un point de passage pour ceux voulant gagner la partie septentrionale du département sans devoir suivre les méandres de la Meuse. Un café Devigne y était installé dans l'entre-deux-guerres, puis le café Le Rendez-vous des chasseurs dans les années 1950 et 1960, puis l'auberge des Tilleuls.
Le nom de Rendez-vous des chasseurs évoque aussi cette autre activité dans ces forêts et plateaux ardennais. On y chasse, même si ce loisir est moins pratiqué qu'il y a quelques décennies, et on y tend aux grives. La tenderie aux grives, réglementée et soumise à des quotas, est une pratique ancestrale de capture de grives par la mise en place de pièges.

## Histoire
Le 12 mai 1940, le 41e corps d'armée (motorisé) allemand ( XLI. Armeekorps (motorisiert)) commandé par le général Reinhardt et comprenant notamment la 6e Panzerdivision du général Kempf, traverse le massif ardennais au nord-est de Monthermé et passe sur le territoire des Woieries pour déboucher le 13 mai au bord de la Meuse, à Monthermé, où il est confronté à une vive résistance.
Le 15 mai 1940, deux avions de combat français abattus par la chasse allemande tombent dans les bois des Woieries,,.

### Webographie
- « ZNIEFF 210020167 - Bois et prairies acidiphiles des Woieries au Nord-Est de Monthermé », sur le site de l'Inventaire national du patrimoine naturel.